# اندری جی. مکنا
اندرو جی. مکنا (به انگلیسی: Andrew J. McKenna) زاده کارآفرین، بازرگان و مدیر عملیات اهل ایالات متحده آمریکا است، که هم‌اکنون در جایگاه رئیس هیئت مدیره شرکت مک‌دونالد کار می‌کند.